# Nawalgarh
Nawalgarh ist eine Stadt mit ca. 65.000 Einwohnern im Distrikt Jhunjhunu in der Shekhawati-Region im Nordosten des indischen Bundesstaats Rajasthan.

## Lage
Nawalgarh liegt etwa 142 km (Fahrtstrecke) nordwestlich von Jaipur in einer Höhe von ca. 390 m ü. d. M.; die indische Hauptstadt Delhi ist etwa 270 km in nordöstlicher Richtung entfernt. Nawalgarh hat einen Bahnhof an der Strecke Sikar–Jhunjhunu. Das Klima ist heiß und – mit Ausnahme der Monsunmonate Juli bis September – trocken.

## Bevölkerung
Etwa 58,5 % der Einwohner sind Hindus, ca. 41 % sind Moslems; die übrigen Religionsgruppen wie Jains, Sikhs, Christen und Buddhisten spielen auf dem Lande keine Rolle. Wie im Norden Indiens üblich ist der männliche Bevölkerungsanteil um etwa 10 % höher als der weibliche.

## Wirtschaft
Die Region der Shekhawati ist traditionell landwirtschaftlich geprägt, wobei in der Vergangenheit vor allem die Viehzucht (Schafe, Ziegen, Kamele) eine große Rolle spielte. Wegen der durchziehenden Handelskarawanen ließen sich bereits im 17. und 18. Jahrhundert in den größeren Dörfern Händler nieder, die jedoch nach der Verlagerung des Handels auf den Seeweg in die Häfen von Surat, Bombay u. a. abwandern mussten. Der Tourismus ist nur von untergeordneter Bedeutung.

## Geschichte
Nawalgarh war jahrhundertelang nur ein größeres Dorf, welches erst durch die Aktivitäten von Thakur Nawal Singh Ji Bahadur um die Mitte des 18. Jahrhunderts zur Stadt aufstieg und eine Stadtmauer mit vier Toren erhielt. Durch die Zunahme des Karawanenhandels zwischen Indien und dem Vorderen Orient bzw. Europa im 18. und 19. Jahrhundert hatte der Ort eine gewisse Bedeutung erlangt. Wohlhabend gewordene Kaufleute siedelten sich an und bauten große Wohn- und Geschäftshäuser (Havelis), die reich mit Malereien ausgestattet waren. Nach der Machtübernahme durch die Briten verlagerte sich der Handel zunehmend auf die weiter südlich gelegenen Seehäfen und die gesamte Shekhawati-Region geriet ins Abseits; die alten Handelshäuser wurden von Zuwanderern aus den ländlichen Regionen okkupiert und verfielen zusehends.

## Sehenswürdigkeiten

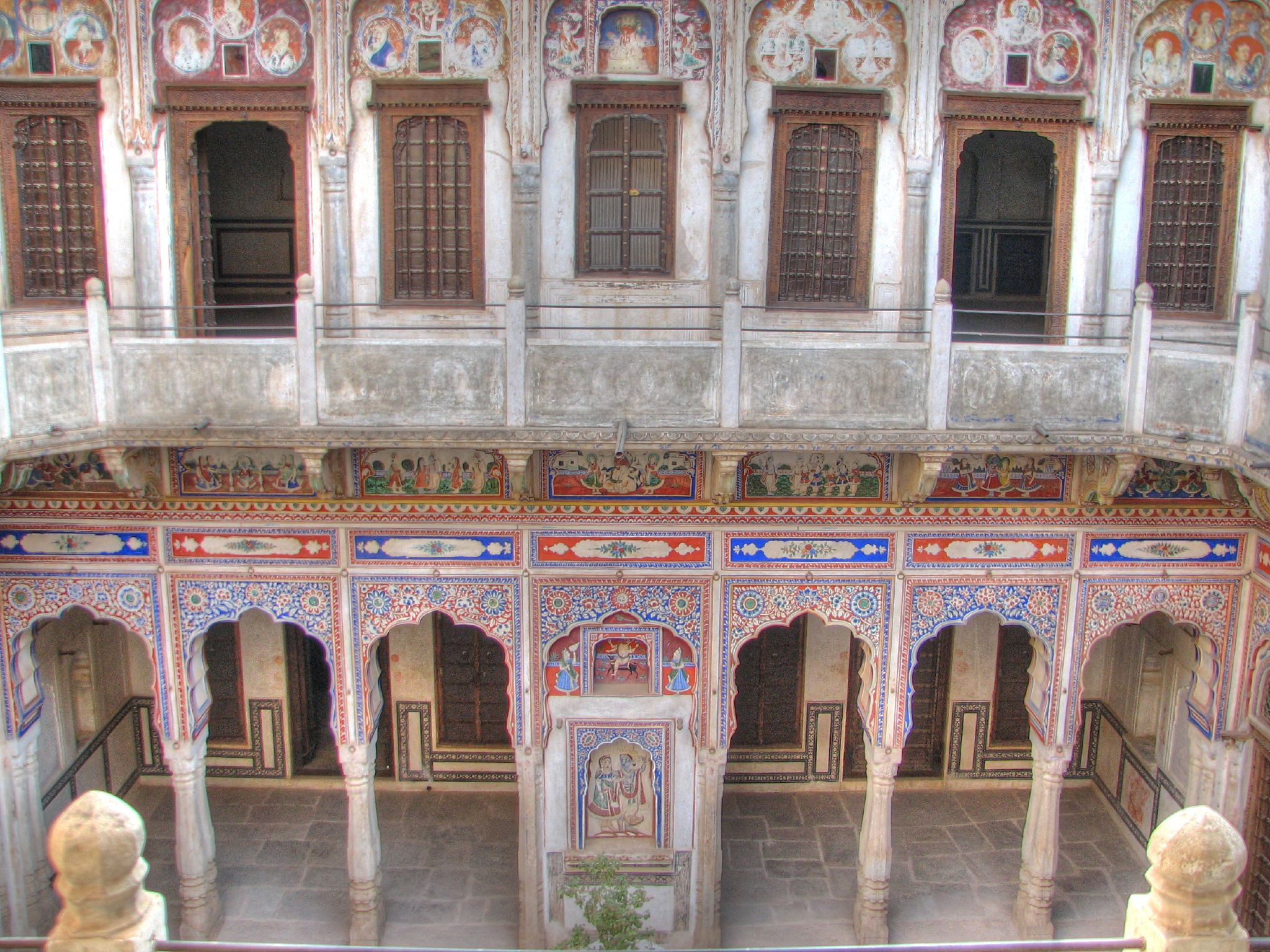
Innenhof eines Haveli

- In der Stadt verteilt stehen mehrere alte Kaufmannshäuser (z. B. Anandi Lal Podar Haveli, Murarka Haveli, Bansidhar Bhagat Haveli, Chokhani Haveli, Seksaria Haveli, Bhagat Haveli, Podar Haveli, Chudi wali Haveli, Morarka Haveli, 8 Haveli u. a.), deren Malereien mit zumeist populär-religiösen Themen (Krishna und Radha oder Rama und Sita) aus dem ausgehenden 19. oder beginnenden 20. Jahrhundert stammen. Viele Havelis sind in ruinösem Zustand.
- Mehrere zumeist im 19. oder frühen 20. Jahrhundert erbaute Hindu-Tempel sind ebenfalls mit Malereien versehen: Shri Ramdev Ji Mandir, Shri Balaji Mandir, Lakshmi Narayan Mandir, Shri Gopinath Ji Mandir, Shri Bawari Wala Balaji Mandir, Shri Kalyan Ji Mandir, Gangamai Temple, Shri Ganesh Mandir.
- Etwa 1 km außerhalb der Stadt befindet sich der im frühen 20. Jahrhundert erbaute zu einem stilvolen Hotel umgewandelte Roop Nivas Palace.